# Чемпионат Европы по академической гребле 2015
Чемпионат Европы по академической гребле 2015 года прошёл с 29 по 31 мая на Мальтанском озере в городе Познань (Польша).

## Медалисты

### Мужчины
| Дисциплина              | Золото | Время   | Серебро | Время   | Бронза | Время   |
| ----------------------- | --- | ------- | --- | ------- | --- | ------- |
| M1x Одиночки            | Дамир Мартин · Хорватия | 6:41,65 | Ондржей Сынек · Чехия | 6:46,40 | Олаф Туфте · Норвегия | 6:46,61 |
| M2х Двойки парные       | Марсель Хаккер · Штефан Крюгер · Германия | 6:09,32 | Уго Бушерон · Маттье Андродиа · Франция | 6:11,14 | Сергей Гринь · Иван Футрик · Украина | 6:15,80 |
| M2- Двойки распашные    | Джеймс Фоад · Мэттью Лэнгридж · Великобритания | 6:27,89 | Жермен Шарден · Дориан Мортелетт · Франция | 6:11,14 | Милош Васич · Ненад Беджик · Сербия | 6:15,80 |
| M4х Четвёрки парные     | Владислав Рябцев · Павел Сорин · Вячеслав Михайлевский · Сергей Федоровцев · Россия                                                                                     | 5:45,61 | Дмитрий Михай · Артём Морозов · Александр Надтока · Иван Довгодько · Украина                                                                          | 5:46,26 | Джек Бомонт · Сэм Таунсенд · Грэм Томас · Питер Ламберт · Великобритания                                                                                                  | 5:55,70 |
| M4- Четвёрки распашные  | Натаниэль Рэйлли-О'Доннелл · Алан Синклер · Том Рэнсли · Скотт Дюрант · Великобритания                                                                                  | 5:55,70 | Иоаннис Цилис · Дионисиос Ангелопулос · Георгиос Дзиаллас · Иоаннис Христу · Греция                                                                   | 5:57,00 | Вадим Лялин · Денис Мигаль · Николай Шарлап · Игорь Пашевич · Беларусь | 5:57,67 |
| M8+ Восьмёрки           | Максимилиан Мунски · Мальте Якшик · Максимилиан Райнельт · Эрик Йоханнесен · Антон Браун · Феликс Драхотта · Рихард Шмидт · Ханнес Оцик · Мартин Зауэр (рул) · Германия | 5:24,23 | Мэттью Готрел · Стюарт Иннес · Питер Рид · Пол Беннетт · Мохамед Сбихи · Алекс Грегори · Джордж Нэш · Уильям Сэтч · Филан Хилл (рул) · Великобритания | 5:26,29 | Антон Заруцкий · Дмитрий Кузнецов · Артём Косов · Никита Моргачёв · Иван Баландин · Георгий Ефременко · Иван Подшивалов · Александр Кулеш · Павел Сафонкин (рул) · Россия | 5:27,34 |
| Лёгкий вес              | |         | |         | |         |
| LM1x Одиночки           | Пьер Уэн · Франция | 6:54,48 | Лукаш Бабач · Словакия | 6:56,36 | Райко Хрват · Словения | 6:57,29 |
| LM2x Двойки парные      | Стани Делер · Жереми Азу · Франция | 6:11,38 | Ричард Чемберс · Уильям Флетчер · Великобритания | 6:14,33 | Кристоффер Брун · Аре Страндли · Норвегия | 6:15,53 |
| LM2- Двойки распашные   | Джоэл Кассельс · Питер Чемберс · Великобритания | 6:28,58 | Огюстен Мутерде · Теофиль Онфруа · Франция | 6:28,88 | Йохан Кильтау · Свен Кесслер · Германия | 6:34,60 |
| LM4- Четвёрки распашные | Симон Шюрх · Марио Гир · Лукас Трамер · Симон Нипманн · Швейцария | 5:52,27 | Тибо Колар · Гийом Рено · Тома Барух · Франк Сольфорози · Франция                                                                                     | 5:53,69 | Каспер Винтер · Йенс Вильхельмсен · Якоб Барсё · Якоб Ларсен · Дания | 5:53,76 |

### Женщины
| Дисциплина           | Золото | Время   | Серебро | Время   | Бронза | Время   |
| -------------------- | --- | ------- | --- | ------- | --- | ------- |
| W1x Одиночки         | Мирослава Кнапкова · Чехия | 7:30,24 | Жаннин Гмелин · Швейцария | 7:32,00 | Татьяна Кухта · Беларусь | 7:33,16 |
| W2x Двойки парные    | Магдалена Фуларчик · Наталия Мадай · Польша | 6:55,58 | Доната Виштартайте · Милда Вальчюкайте · Литва | 6:57,08 | Виктория Торнли · Кэтрин Грейнджер · Великобритания | 6:59,63 |
| W2- Двойки распашные | Хелен Гловер · Хизер Стэннинг · Великобритания | 6:58,28 | Элизабет Хогерверф · Оливия ван Ройн · Нидерланды | 7:04,98 | Кристина Григораш · Лаура Опря · Румыния | 7:12,56 |
| W4x Четвёрки парные  | Аннекатрин Тиле · Мари-Катерин Арнольд · Карина Бер · Лиза Шмидла · Германия | 6:18,93 | Николь Бёкерс · Шанталь Ахтерберг · Инге Янссен · Карлин Бау · Нидерланды                                                                                        | 6:19,54 | Агнешка Кобус · Йоанна Лещинская · Мария Спрингвальд · Моника Цячух · Польша                                                                                             | 6:20,87 |
| W8+ Восьмёрки        | Юлия Калиновская · Юлия Иноземцева · Елена Лебедева · Анастасия Тиханова · Анастасия Карабельщикова · Александра Фёдорова · Юлия Попова · Алевтина Савкина · Ксения Волкова (рул) · Россия | 6:08,06 | Моника Ланц · Дженни де Йонг · Лиз Рустенбург · Софи Сауэр · Алетта Йорритсма · Клаудия Белдербос · Вианка ван Дорп · Хелен Бурс · Аэ-Ри Норт (рул) · Нидерланды | 6:09,70 | Мэдэлина Береш · Дениса Тылвеску · Михаэла Петрилэ · Йоана Крэчун · Аделина Кожокариу · Ирина Дорняну · Роксана Коджану · Андрея Богьян · Даниэла Друнча (рул) · Румыния | 6:12,99 |
| Лёгкий вес           | |         | |         | |         |
| LW1x Одиночки        | Имоджен Уолш · Великобритания | 7:37,37 | Эмма Фредх · Швеция | 7:37,57 | Юдит Анлауф · Германия | 7:41,82 |
| LW2x Двойки парные   | Шарлотт Тейлор · Кэтрин Коупленд · Великобритания | 7:00,71 | Фини Штурм · Мария-Луиза Дрэгер · Германия | 7:05,27 | Иоанна Доросяк · Вероника Дереш · Польша | 7:05,36 |

## Командный зачёт
| Место | Страна         | Золото | Серебро | Бронза | Всего |
| ----- | -------------- | ------ | ------- | ------ | ----- |
| 1     | Великобритания | 6      | 2       | 2      | 10    |
| 2     | Германия       | 3      | 1       | 2      | 6     |
| 3     | Франция        | 2      | 4       | 0      | 6     |
| 4     | Россия         | 2      | 0       | 1      | 3     |
| 5     | Чехия          | 1      | 1       | 0      | 2     |
| 5     | Швейцария      | 1      | 1       | 0      | 2     |
| 7     | Польша         | 1      | 0       | 2      | 3     |
| 8     | Хорватия       | 1      | 0       | 0      | 1     |
| 9     | Нидерланды     | 0      | 3       | 0      | 3     |
| 10    | Украина        | 0      | 1       | 1      | 2     |
| 11    | Греция         | 0      | 1       | 0      | 1     |
| 11    | Литва          | 0      | 1       | 0      | 1     |
| 11    | Словакия       | 0      | 1       | 0      | 1     |
| 11    | Швеция         | 0      | 1       | 0      | 1     |
| 15    | Беларусь       | 0      | 0       | 2      | 2     |
| 15    | Норвегия       | 0      | 0       | 2      | 2     |
| 15    | Румыния        | 0      | 0       | 2      | 2     |
| 18    | Дания          | 0      | 0       | 1      | 1     |
| 18    | Сербия         | 0      | 0       | 1      | 1     |
| 18    | Словения       | 0      | 0       | 1      | 1     |
| Всего | Всего          | 17     | 17      | 17     | 51    |

 Страна — хозяйка соревнований

## Участники
В соревнованиях приняли участие спортсмены 35 стран.
- Австрия (14)
- Азербайджан (4)
- Беларусь (32)
- Бельгия (2)
- Болгария (4)
- Великобритания (52)
- Венгрия (9)
- Дания (18)
- Германия (50)
- Греция (15)
- Израиль (2)
- Ирландия (14)
- Испания (16)
- Кипр (1)
- Латвия (3)
- Литва (11)
- Молдова (2)
- Мальта (4)
- Нидерланды (42)
- Норвегия (10)
- Польша (40)
- Португалия (3)
- Румыния (22)
- Россия (45)
- Словения (3)
- Сербия (13)
- Словакия (1)
- Турция (9)
- Украина (45)
- Финляндия (7)
- Франция (40)
- Швейцария (15)
- Швеция (4)
- Чехия (32)
- Эстония (6)